# G5 (pays émergents)
Ne doit pas être confondu avec Groupe des Cinq.

Carte des États membres du G5.

Le Groupe des Cinq, ou G5, regroupe cinq nations, considéré comme étant les cinq plus grandes économies émergentes, qui se sont unies pour jouer un rôle actif dans un ordre international en évolution rapide. Individuellement et en groupe, les pays du G5 s'efforcent de promouvoir le dialogue et la compréhension entre les pays en développement et les pays développés. Le G5 cherche à trouver des solutions communes aux défis mondiaux.
La collaboration du G8 et du G5 est désormais connue sous le nom de G8+5.

## Histoire
Une innovation lors du sommet du G8 de Gleneagles en 2005 a été un « dialogue de sensibilisation ». Le Royaume-Uni a accueilli le sommet annuel des dirigeants du G8 ; et le Royaume-Uni a invité les dirigeants du Brésil, de la Chine, de l'Inde, du Mexique et de l'Afrique du Sud à y participer. L'invitation a amené les cinq pays à négocier entre eux pour présenter des positions communes.
Le succès de cette collaboration a conduit au développement du G5 en tant que voix indépendante. Le G5 exprime des intérêts et des points de vue communs dans la recherche de solutions aux grands problèmes mondiaux.
Un certain nombre d’éléments de cohésion unissent le G5 dans la promotion d’un dialogue constructif entre pays développés et pays en développement.

## Structure et activités

Logo du G5.

L'appartenance au G5 est marquée par une série d'attributs et de facteurs, notamment :
(a) un ensemble partagé de croyances normatives et fondées sur des principes, qui fournissent une justification fondée sur des valeurs pour l'action sociale des membres de la communauté ;
(b) des croyances causales partagées, qui découlent de leur analyse des pratiques conduisant ou contribuant à un ensemble central de problèmes dans leur domaine et qui servent ensuite de base pour élucider les multiples liens entre les actions politiques possibles et les résultats souhaités ;
(c) des notions partagées de validité — c'est-à-dire des critères intersubjectifs définis en interne pour évaluer et valider les connaissances dans le domaine de leur expertise ; et
(d) une entreprise politique commune, c'est-à-dire un ensemble de pratiques communes associées à un ensemble de problèmes vers lesquels leur compétence de groupe est orientée.
De par sa conception, le G5 a évité d'établir une structure administrative comme celles d'autres organisations internationales, mais un coordinateur a été désigné pour contribuer à améliorer l'efficacité du G5.

## Voir également
- BRICS
- Groupe des Sept (G7)
- Groupe des 15 (G15)
- Principales économies du G20